# Союзтрубосталь
ВПО «Союзтрубосталь» — всесоюзное промышленное объединение, созданное в 1976 году в системе Минчермета CCCP. Объединение Союзтрубосталь координировало деятельность всех трубных заводов СССР.

## История
Объединение Союзтрубосталь было создано в 1976 году в системе Минчермета CCCP. По сути ВПО «Союзтрубосталь» являлось правопреемником главка Главтрубосталь, просуществовавшего с 1937 до 1976 года.